# كأس البرتغال 1998–99
كأس البرتغال 1998–99 (بالبرتغالية: Taça de Portugal de 1998–99‏) هو موسم من كأس البرتغال. فاز فيه نادي بيرا مار.